# Tomasz Brzeziński
Tomasz Brzeziński (ur. 15 grudnia 1872 w Bałdrzychowie, zm. 11 sierpnia 1940 w obozie koncentracyjnym Mauthausen-Gusen) – polski rolnik, działacz społeczny i samorządowy, polityk, senator II kadencji w II RP.

## Życiorys
Był rolnikiem we wsi Bałdrzychów. Działał w organizacjach społecznych: był członkiem kółka rolniczego, Spółdzielni Spożywców, Rady Gminnej i Sejmiku Powiatowego, członkiem zarządu Centralnego Związku Kółek Rolniczych.
Politycznie był związany z PSL „Wyzwolenie”.
W czasie wyborów do Senatu w 1922 roku kandydował do Senatu z listy nr 9 z okręgu obejmującego województwo łódzkie. Nie został jednak wybrany.
W 1928 roku w czasie wyborów do Senatu został senatorem II kadencji wybranym listy nr 3 z okręgu obejmującego województwo łódzkie. Należał do klubu PSL „Wyzwolenie”.
Został aresztowany przez gestapo 10 kwietnia 1940 roku i 6 maja tego roku został wywieziony do obozu koncentracyjnego Dachau. Zachował się jego list do żony, opatrzony datą 26 czerwca 1940 roku, w którym pisze, że mieszka w Dachau w bloku 5 w izbie A i ma numer 8168. Tego dnia na apelu został wyselekcjonowany spośród więźniów przez komendanta obozu, wespół z innymi więźniami z okolic Poddębic, został przewieziony do obozu koncentracyjnego Mauthausen-Gusen. W dniu 4 lipca 1940 roku zakwaterowano go w podobozie Gusen, oddalonym od Mauthausen o 5 km. Przydzielono mu blok 10 izbę B. Tomasz Brzeziński pracował w komandzie steintragerów. 68-letni senator nosił na barkach kamienne bloki z kamieniołomu oddalonego od obozu o jeden kilometr. Zginął 11 sierpnia 1940 roku, według oficjalnego raportu, z powodu ropowicy prawego podudzia i ogólnego zakażenia krwi. Jednak według relacji naocznego świadka Tomasz Brzeziński pracował przy nasypie kolejowym łączącym Gusen z Mauthausen. Został uderzony łopatą w szczękę przez komendanta obozu Gusen SS-Hauptsturmführera Karla Chmielewskiego i po kilku dniach zmarł w bloku 6.

## Upamiętnienie
W 1999 roku odsłonięto tablicę pamiątkową w Senacie Rzeczypospolitej Polskiej poświęconą martyrologii polskich senatorów. Na 16 pozycji znajduje się nazwisko senatora Tomasza Brzezińskiego.

## Życie prywatne
Był szóstym dzieckiem Stanisława (rolnika) i Marianny z domu Prośniak. Odziedziczył po ojcu 40-morgowe gospodarstwo rodzinne, na którym gospodarował. 3 października 1893 roku zawarł związek małżeński z Katarzyną Milczarek. Ślub odbył się w Drużbinie.
Ciało Tomasza Brzezińskiego zostało skremowane w Gusen. Rodzina sprowadziła urnę z prochami i pochowała na parafialnym cmentarzu w Bałdrzychowie.
Jedno z dzieci Brzezińskiego, syn Stefan, został uwięziony w Auschwitz i tam zamordowany 6 listopada 1941 roku.